# Saint Marys Bay
Saint Marys Bay est un faubourg d'Auckland situé sur la baie du même nom, dans le port de Waitemata. Il est bordé à l'ouest par Herne Bay, au sud par Ponsonby et Freemans Bay, et à l'est par Auckland CBD.